# 香港大學站
香港大學站是一個位於香港香港島中西區龍虎山薄扶林道鄰近香港大學地底，屬於港鐵港島綫的鐵路車站，而車站於2014年12月28日啟用。
香港大學站建於地底洞穴，車站A1出口與大堂的垂直距離深入地底約70米，為全香港最深及最大的洞穴車站。

## 車站結構
香港大學站的設計打破了半山區沒有港鐵站的慣例，車站在山體下方建造，並透過多組升降機連接位於半山的薄扶林道以及香港大學本部校園。車站位於香港大學的出入囗以磚紅色為外牆主色，選色與香港大學百周年校園外牆匹配，外牆設有香港大學校徽，同時亦設有8部高速升降機與有蓋天橋及香港大學的有蓋行人通道系統對接；而車站大堂及月台以青檸綠色為主色，與香港大學所用的綠色互相匹配，也象徵車站所處的位置充滿綠化，並具環保意義。

### 樓層
| FB／U3            | 出口                     | A2（香港大學本部校園上層出入口）、C1出口（香港大學百週年校園出入口）                                                          |   |  |
| U2                | 黃克競樓                 | A1出口（連接薄扶林道及香港大學本部校園下層出入口）                                                                            |   |  |
| LB／U1            | 行人天橋                 | A1出口行人天橋（橫跨薄扶林道）                                                                                                |   |  |
| G                 | 薄扶林道                 | A1、C1出口 |   |  |
| G                 | 地面                     | B、C2出口（屈地街／山道／卑路乍街）                                                                                           |   |  |
| BL1               | 不對外開放（只限C1出口） | 不對外開放（只限C1出口） |   |  |
| REF               | 防火層                   | 避火區（只限A及C1出口） |   |  |
| C                 | 大堂                     | 客務中心、車站商店、洗手間 |   |  |
| C                 | 出入口通道               | 連接各出入口、避火處（只限A及C1出口）                                                                                         |   |  |
| P                 | 月台                     | \| \| \| 港島綫往柴灣（西營盤） \| 1 \| \| \| 島式 · 開右邊车门 \| \| \| \| \| \| \| 2 \| 港島綫往堅尼地城（終點站） \| \| \| |   |  |
|                   |                          | 港島綫往柴灣（西營盤） | 1 |  |
| 島式 · 開右邊车门 |                          | |   |  |
|                   | 2                        | 港島綫往堅尼地城（終點站） |   |  |

### 大堂
香港大學站的大堂設於C層，而大堂內亦設有商店、自助服務設施以及洗手間等。另外，大堂近B出口位置設有1部港鐵「會員服務站」。
- 車站大堂（2023年11月）
- 車站商店（2023年11月）

### 月台
香港大學站設有一座島式月台，兩個月台均已裝設月台幕門。
- 車站月台（2022年5月）

### 出入口
香港大學站設有6個出入口，而當中A出口及C1出口以合共12部高速升降機連接位於薄扶林道、香港大學及山道的出入口，往返薄扶林道／山道及車站大堂步行只需約4分鐘，比起以往使用寶翠園之登山扶手電梯快兩倍。各出入口如下：
|                                                       |          | |      |
| 編號                                                  | 指示     | 建議前往的目的地 | 圖片 |
| 出口 · A · 1 · 盲道标志 · 无障碍通道标志 · 升降机标志 | 香港大學 | 薄扶林道、英皇書院、李陞小學、聖安多尼中英文小學暨幼稚園、聖安多尼學校、聖保羅書院、聖士提反堂中學 |      |
| 出口 · A · 2 · 盲道标志 · 升降机标志                  | 香港大學 | 香港大學本部大樓（周亦卿樓、黃克競樓、鈕魯詩樓、龍虎山環境教育中心、陸佑堂、黃麗松講堂、柏立基學院、邵逸夫樓、中山廣場）、香港大學美術博物館                                                                    |      |
| 出口 · B · 1 · 盲道标志 · 扶手电梯标志                | 屈地街   | 屈地街、One-Eight-One、The Henry、香港萬怡酒店、香港大學牙科專科診所、均益大廈2期、香港華美達酒店、石塘咀市政大廈、聖安多尼學校、聖類斯中學、聖士提反堂中學、石塘坊、翰林峰、廣豐臺、維港峰、西區副食品批發市場 |      |
| 出口 · B · 2 · 盲道标志 · 升降机标志 · 扶手电梯标志   | 屈地街   | 山道、循道衛理聯合教會救主堂、地區康健站、龍暉花園、香港商業中心、香港JEN酒店、今旅、均益大廈1期、聖公會聖彼得小學（山道70號）、業昌大廈、Eight South Lane                                                      |      |
| 出口 · B · 2 · 盲道标志 · 升降机标志 · 扶手电梯标志   | 屈地街   | 山道、循道衛理聯合教會救主堂、地區康健站、龍暉花園、香港商業中心、香港JEN酒店、今旅、均益大廈1期、聖公會聖彼得小學（山道70號）、業昌大廈、Eight South Lane                                                      |      |
| 出口 · C · 1 · 盲道标志 · 无障碍通道标志 · 升降机标志 | 寶翠園   | 寶翠園、學士臺、香港潮商學校、賽馬會第一舍堂村、利馬竇宿舍、聖公會聖彼得小學（山道88號）、薄扶林道、任白樓、香港大學百週年校園（鄭裕彤教學樓、李兆基會議中心、逸夫教學樓、賽馬會教學樓）、香港大學訪客中心      |      |
| 出口 · C · 2 · 盲道标志 · 扶手电梯标志                | 寶翠園   | 卑路乍街、卑路乍灣公園、維壹、香港民生幼稚園暨國際幼兒園、堅尼地城游泳池、龍翔花園、活託邦-西環、西寶城、益豐花園                                                                                               |      |
| 註： 設有 \| 設有 \| 設有                             |          | |      |

- B1出口的特長扶手電梯（2014年12月）
- B2出口地面為山道休憩花園（2018年9月）
- 站內唯一的自動行人道（連接C2出口）（2014年12月）
- C2出口扶手電梯（2014年12月）

#### 升降機
香港大學站連接位於半山的出入口的12部高速升降機配備兩套獨立供電系統，同時亦有防火捲簾與抽風裝置，若車站通道發生火警，升降機可阻擋濃煙，讓乘客即時用升降機逃生。港鐵亦首次在車站設置避火區，並設置加壓裝備可防止濃煙滲入。港鐵表示，每部升降機最多可載28人，設計是根據2031年乘客使用量作為設計標準，估計通車後出入口的客流量只會用到設計上限的一半。
- 位於薄扶林道的A出口升降機塔連接香港大學西閘（黃克競樓）的平台位置，該平台與車站大堂距離逾70米高（2014年12月）
- A出口升降機（2014年12月）
- C1出口升降機大堂（2014年12月）

### 車站藝術
A出口通道設長約80米的香港大學百年壁，展示香港大學過去百多年來不同階段的發展史，然而對於有關《國殤之柱》於港大校園陳列的事情，卻全無揭示。該出入口升降機設牆身藝術《大學歷史建築》；而C1出口的地底升降機大堂以及其升降機牆身亦設藝術品《西城小巷 I》；而大堂西面牆身亦設社區畫廊。
- A出口通道設長約80米的香港大學百年壁，展示香港大學過去百多年來不同階段的發展史

## 歷史

地底集體運輸系統路線圖1967年建議方案，圖中「卑路乍」即現今的香港大學站

香港大學站於1970年的《集體運輸計劃總報告書》出現。香港大學站作為港島綫的車站，當時車站被命名為「卑路乍站」，原應於1980年代與港島綫一起興建。但是當時地鐵公司（即現時的香港鐵路有限公司）以上環站以西的路段客量不足及存在技術困難為由而未有展開工程。
根據2005年6月的建議，香港大學站會是港島綫延伸段（即西港島綫）及南港島綫的轉綫站，而不是在較早前的建議中，一個南區鐵路支綫（當時也被稱為西港島綫，即現時南港島綫西段的前身）的車站。
由於港島綫、南港島綫（西段）的工程亦不是同步進行，兩綫的月台會分階段興建。根據前地鐵公司在2006年8月發表的修訂建議方案，香港大學站在港島綫啟用時會設置一組島式月台，供港島綫列車使用。
在此之前，根據地鐵公司在2005年9月發表的港島綫的初步設計方案，香港大學站在港島綫（工程期間稱為「西港島綫」）啟用時會設置一組兩層側疊式月台，港島綫的路軌會先置在車站月台的北面（月台設計已經計算南港島綫（西段）的轉車流量）；當南港島綫（西段）興建時，才將南港島綫（西段）的路軌加建在月台的南面，成為一組兩層島疊式月台設計，以便乘客可走到對面月台轉乘另一路綫之列車。然而由於南港島綫西段的興建時間尚未明朗，因此前地鐵公司在2006年8月發表的修訂建議方案中，放棄上述跨月台轉車站的設計，以求興建西港島綫的成本略為下降。
香港大學站由凱達環球設計，並由金門－西松聯營承建，結構工程已於2013年10月31日完成，整體工程於2014年6月30日竣工，並已於2014年12月28日投入服務。
港鐵曾在2014年12月13日開放香港大學站予公眾參觀，由中西區區議會派發入場券。而當日有逾二千名中西區居民參觀車站。

### 建議位置
在1980年代或之前的方案中，這個車站位於嘉安街、屈地街及山道之間的一段德輔道西的地底，而附近的商住大廈創業中心、豐業大廈、恆裕大廈、均益大廈第二期及商業大廈太平洋廣場均設有預留位置興建車站出入口及通風井。然而，由於大型私人屋苑寶翠園的發展，車站西南移至寶翠園一帶。直到設計2006年的方案時，地鐵公司打算遷就香港大學及其鄰近半山區的乘客，故將車站位置設於山道以及薄扶林道之間的山坡地底。
- 創業商場的預留位置
（不會使用）
- 太平洋廣場的預留位置
（不會使用）
- 現時B1出口的位置前身為屈地街公廁

### 短期優惠
港鐵曾於2014年12月28日至2015年3月29日西營盤站投入服務前期間推出八達通折扣優惠，持有成人八達通的乘客可在設置於西營盤站附近的四間7-Eleven便利店內的自助機拍卡，再經由上環站或香港大學站入閘，便可享有2元車費折扣優惠；而持有特惠八達通的乘客亦可享有1元車費折扣優惠。

### 2019年反修例運動相關衝突

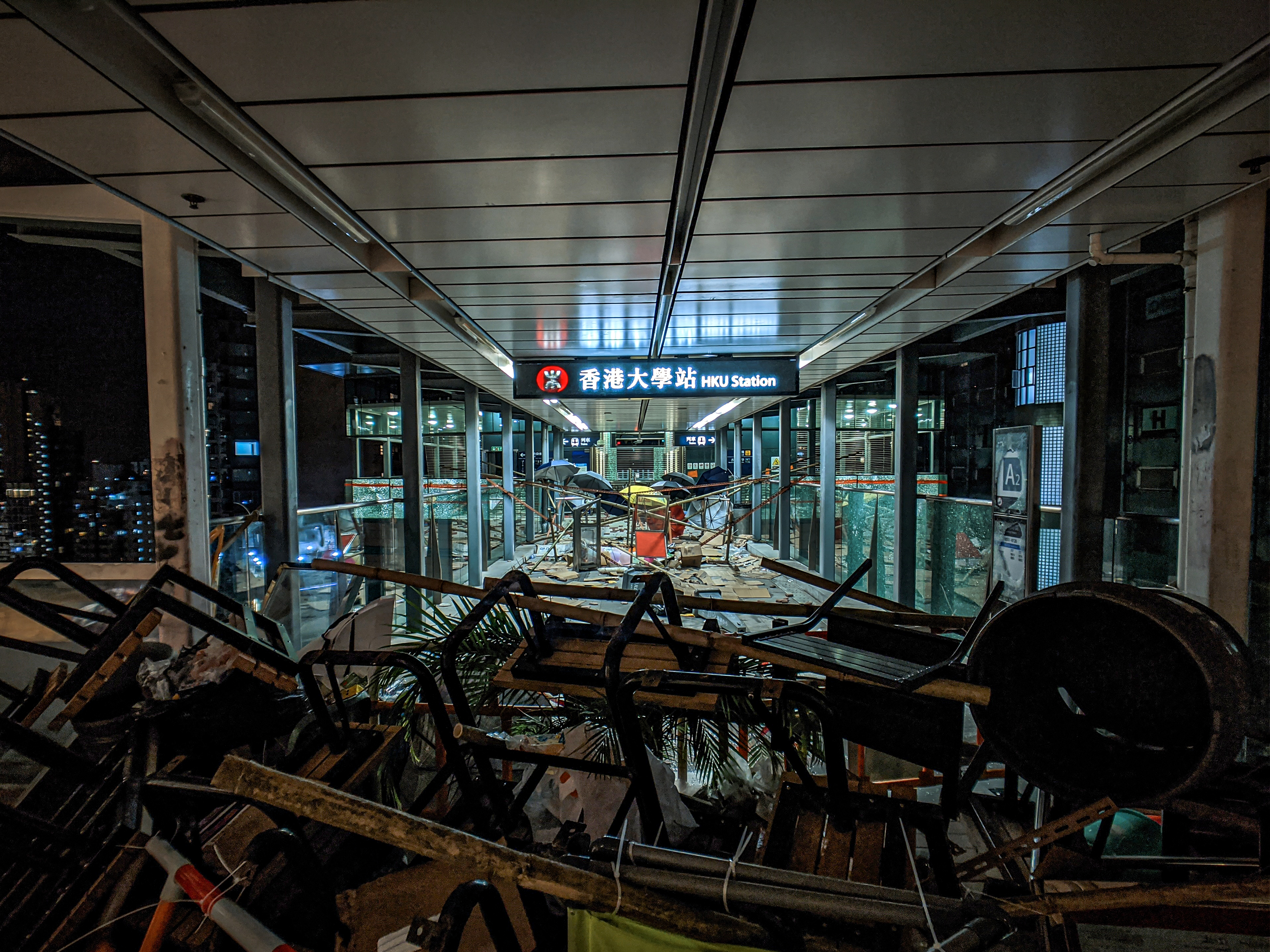
2019年11月15日晚上，A2出口外被人架設大量鐵馬和雜物，防止警員走入校園

- 2019年7月29日晚上約10時18分，港鐵宣佈因應警方要求，港島綫列車服務只維持柴灣站至上環站，西營盤站、香港大學站及堅尼地城站列車服務暫停。直至晚上約11時34分全綫服務回復正常[17]。

- 2019年11月11日凌晨1時許，警方指有人破壞港鐵香港大學站薄扶林道出入口的閘門，警方及後拘捕一名男子，涉嫌刑事毀壞[18]。及後，有示威者發起一連多日的「大三罷」行動，各大學亦演變成戰場。因應衝突情況，A1、A2及C1出口須長期關閉。經歷多日的衝突後，於薄扶林道出入口的升降機被大肆破壞，而出入口其他設施包括多塊玻璃也碎裂。故由2019年11月13日起，香港大學站須每晚提早關閉，為期多日[19]。而被受嚴重破壞的A1、A2及C1出口亦需要較長時間修復方能重開[20][21]。

- A1出口遭到破壞（2019年11月15日）
- 示威者在C1出口設檢查站（2019年11月15日）
- 被破壞的扶手電梯

## 問題

### 命名爭議
香港大學站曾經是西港島綫的3個車站中，唯一未有命名共識的車站。自1967年－1980年代的方案中，該站曾以石塘咀的一條較為著名的街道屈地街而命名為屈地站，這亦是香港電車的其中一個終點站。而直到1990年代，這個車站因附近的大型私人屋苑寶翠園而改名作寶翠站／寶翠園站。後來，在香港大學的要求下（所持的理由是香港大學的歷史較寶翠園悠久），前地鐵當局於2003年再將該車站改名至大學站。
然而，這引起了當地居民反對，認為車站主要是應該服務社區而非服務大學，加上他們亦不滿地鐵作出此決定前亦未進行任何諮詢。當時較為主流的意見，是建議將車站命名為石塘咀站，因為車站所處的地區是石塘咀，亦較為符合地鐵站一貫命名的準則。另一方面，有3名中西區區議員則爭取該站命名為各自所屬選區的名稱（也就是爭議中的大學、寶翠及石塘咀）。然而在兩鐵合併前的官方最新建議方案中提及的香港大學站，依然是選用了大學作為站名。
由於兩鐵合併，如果該站名稱不作更改，未來的港鐵將會同時有兩個大學站出現。由於當時有傳現時東鐵綫大學站會因此復名「馬料水站」，導致部分香港中文大學的學生不滿，在網上論壇與香港大學的學生激辯。但港鐵發言人指西港島綫的大學站仍不屬於正式名稱，並重申名稱將會反映該區的地區特色。直到2009年，西港島綫動工興建後，港鐵將該站暫時命名為「香港大學站」，但英文名稱則命名為，與香港大學的正式英文名稱有別。雖然如此，但車站的正式名稱仍可能會更改為其他名稱（如柯士甸站在興建時一直稱為「西九龍站」，直至車站啟用前不久才改為現時的名稱）。
其後，《明報》根據於2012年1月12日定立的一份港鐵文件引述，該站中文名稱有機會更改為港大站，英文名稱維持不變。有關消息在該文件以外，未有被其他港鐵網站確認。同月26日，港鐵公司指有關站名為「手民之誤」。
2013年10月，港鐵將車站英文名稱改為（即香港大學之正式英文名稱縮寫），中文名稱則暫時維持為「香港大學站」。其後，根據facebook群組「西環變幻時」於2014年3月及5月網民發佈的相片，可見車站名稱確實為香港大學站及。

### 啟用首日發現問題
在車站啟用首日，有乘客發現香港大學站A1出口連接行人天橋的升降機，顯示屏上將行人天橋英文拼錯為，其後港鐵於同月29日作出更正。其餘問題包括乘客發現升降機門開關掣提示對調、而月台站名牌亦有錯處，「港」字左上角的兩點倒轉等。

### 多處範圍出現滲漏
有香港報章報導香港大學站通道由2015年4月中起至少有5處地方出現滲漏，最嚴重兩處靠近B出口，水勢尤如水喉急勁，職員須以膠帆布遮蓋漏水的天花板及以水桶盛載水，並且封鎖部分通道。港鐵稱事故涉地下水滲漏，並且已進行維修。有立法會議員及專家質疑港鐵為了趕工而犧牲工程質素，擔心雨季來臨後滲水問題將會更為嚴重，甚至影響鐵路服務，敦促港鐵盡快改善。立法會交通事務委員會副主席范國威批評是豆腐渣工程，認為單是一個香港大學站至少5處漏水，匪夷所思，質疑施工及監管有問題，過去30多年來，港鐵站極少發生漏水事件，憂雨季來臨情況惡化，盼港鐵交代事件。港鐵車務營運主管李聖基回應表示，西港島綫深入地底數十米，水壓比較大，而工程有建築夾縫，難免出現滲漏情況，以往香港站通車初期亦出現過類似情況，強調此情況出現與趕工無關。他又指出，滲漏不會影響車站結構及車務運作，車站設計已經考慮到保護供電裝置，而維修則會以灌漿方式修補縫隙，及將滲水引走，不過灌漿需時比較長，暫時難以確定完成日期。

### 出入口距離車站大堂遙遠
有乘客反映連接車站大堂與出入口的行人通道過長，其中最長的一條行人通道長約340米，乘客須步行約5分鐘才能到達車站大堂，故而造成不便。

### 升降機出入口輪候時間過長
2018年9月，香港大學學生會校園電視曾以於A、C出口通道排隊等候升降機的學生輪候隊伍為主題製作一輯紀錄片，片段中亦表示其輪候時間須花費約16分鐘才能從港鐵站抵達校園範圍。而港鐵表示車站在平日早上比較繁忙，並已經安排職員在車站A、C出口進行人流管制措施，包括安排職員在出入口通道分流乘客及維持秩序。

## 工程期間相片
| 2013年                           |
| -------------------------------- |
| - A出口建築工地 - C1出口建築工地 |

| 2014年 |
| --- |
| - A出口建築工地，此出入口主要服務香港大學（2014年8月） - A出口北面（2014年10月） - B1出口建築工地，此出入口主要服務近海旁一帶的居民 - B1出口建築工地（前身為屈地街公廁） - B2出口建築工地，此出入口主要服務近海旁一帶的居民 - C1出口建築工地，此出入口主要服務香港大學及寶翠園 - C2出口建築工地，此出入口主要服務寶翠園及海旁一帶的居民 - A出口升降機塔連接香港大學西閘（黃克競樓）的平台位置（2014年10月） - A出口地面通往黃克競樓的天橋（2014年11月） - B1出口（2014年11月） - C1出口（2014年10月） - C2出口（2014年10月） |

## 未來發展

### 南港島綫（西段）
南港島綫西段計劃由中西區的香港大學站開始，並途經南區的瑪麗醫院站、數碼港站、華富站、田灣站及香港仔站，最終以黃竹坑站為終點站。

## 外部連結
- 港鐵公司－香港大學站街道圖 （页面存档备份，存于）
- 港鐵公司－香港大學站位置圖 （页面存档备份，存于）
- 港鐵公司－香港大學站列車服務時間 （页面存档备份，存于）
- 香港鐵路大典上的相关条目：香港大學站